# Charles-Auguste de Bériot

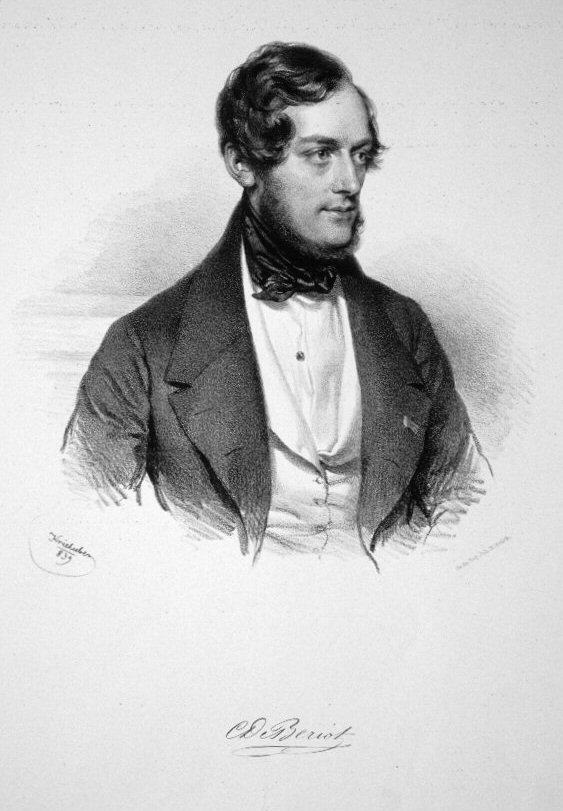
Charles-Auguste de Bériot, Lithographie von Joseph Kriehuber, 1839

Charles-Auguste de Bériot (* 20. Februar 1802 in Löwen; † 8. April 1870 in Brüssel) war ein belgischer Violinist, Violinpädagoge und Komponist.

## Leben
Seine Studien absolvierte Charles-Auguste de Bériot ab 1812 bei Jean-François Tiby und André Robberechts, beide Schüler von Giovanni Battista Viotti. In Paris arbeitete er einige Monate mit Pierre Baillot. Sein wichtigstes Vorbild war jedoch Niccolò Paganini. Bériot war Kammerviolinist bei König Charles X. von Frankreich und bei König Wilhelm I. der Niederlande, zu denen zwischen 1815 und 1829 auch das heutige Belgien gehörte. In allen bekannten Musikzentren – London, Manchester, Paris und Brüssel – gab er Konzerte.
Seit 1833 lebte Bériot mit der Sopranistin Maria Malibran zusammen, die er 1836 heiratete. Ihr gemeinsamer Sohn Charles-Wilfrid Bériot (1833–1914) wurde Komponist und Pianist. Felix Mendelssohn Bartholdy widmete dem Paar eine Arie mit Violinbegleitung. Wenige Monate nach der Heirat verletzte sich Malibran bei einem Reitunfall so schwer, dass sie fünf Monate später an den Folgen verstarb. Bériot zog sich nach Malibrans Tod in Brüssel zurück und trat nur noch selten öffentlich auf. 1840 heiratete er auf einer Deutschlandtournee Marie Huber. Er kaufte ein Haus bei Brüssel und wurde sesshaft. 
Nach dem Tode von Pierre Baillot im Jahr 1842 bot man ihm die Professur am Pariser Konservatorium an. Diese nahm er jedoch nicht an, weil man ihm am Brüsseler Konservatorium die Leitung einer Violinklasse avisiert hatte. Diese Stelle bekam er 1843 tatsächlich; dort begründete er die „Franco-Belgische Violinschule“.
Ab 1852 nahm seine Sehkraft ständig ab und 1858 erblindete er vollends, setzte aber ungeachtet dessen seine Konzerttätigkeit fort. Eine Lähmung des linken Armes beendete schließlich 1866 seine Laufbahn. 
Sein berühmtester Weggefährte, Schüler und Freund war Henri Vieuxtemps (1820–1881). Bériot war wie er Freimaurer und Mitglied der Loge Amis Philanthropes in Brüssel, in der er am 25. April 1836 als Ehrenmitglied aufgenommen wurde. Im Dezember 1845 wurde er zum Mitglied der Académie royale des Sciences, des Lettres et des Beaux-Arts de Belgique gewählt.
Sein Sohn Charles-Wilfred de Bériot wurde ein bekannter Pianist französischer Nationalität, er unterrichtete zuerst an der École Niedermeyer, später am Pariser Konservatorium. Unter anderem waren Enrique Granados, Maurice Ravel und Ricardo Viñes seine Schüler.

## Werke (Auswahl)
Bériot schrieb hauptsächlich Violinmusik, darunter
- Violinkonzert Nr. 1 D-Dur op. 16, 1830 dem soeben ernannten belgischen König Leopold I. gewidmet (1837 im Druck erschienen)
- Violinkonzert Nr. 2 h-Moll op. 32 (1841)
- Violinkonzert Nr. 3 E-Dur op. 44 (1843)
- Violinkonzert Nr. 4 d-Moll op. 46 (1844)
- Violinkonzert Nr. 5 D-Dur op. 55 (1846)
- Violinkonzert Nr. 6 A-Dur op. 70 (1850)
- Violinkonzert Nr. 7 G-Dur op. 76 (1851)
- Violinkonzert Nr. 8 D-Dur op. 99 (1856)
- Violinkonzert Nr. 9 a-Moll op. 104 (1859)
- Violinkonzert Nr. 10 a-Moll op. 127 (1870)
- mehrere Airs variés für Violine und Orchester,
- Adagio und Variationen für Violine und Orchester (aus dem Jahr 1834 existiert eine Bearbeitung für Oboe u. Orch., dem Mannheimer Hofmusikus W.-J. Maas gewidmet von "H.W.")[5]
- 15 Variationen für Violine und Klavier
- Scène de Ballet Op. 100
- Fantasie über Rossinis Wilhelm Tell für Violine und Klavier
- Duos Concertants op. 57
- Klavierquartett a-Moll op. 50
- Außerdem schrieb er eine dreiteilige Violinschule. Le Premier guide des violonistes und Méthode de violon (erschienen in Paris, 1858).

Werke von Beriot gibt es (Stand 2011) auf 4 CDs: drei CDs mit seinen Violinkonzerten (Nr. 2, 4 und 7; Nr. 1, 8 und 9 sowie Nr. 2, 3 und 5) und eine mit Klaviertrios (Klaviertrio Nr. 1; Grand Trio op. 64; Trio op. 4 + Nocturne).